# 泽里尼亚
泽里尼亚（希臘語：Δερύνεια），是塞浦路斯法馬古斯塔區的市鎮，位于岛屿的东部、法马古斯塔市南边两公里处，距离南边著名的旅游度假区圣纳帕12公里。市镇人口数量为5,758人（2011年10月人口普查数据）。
自1974年土耳其入侵塞浦路斯后，该市镇75%的区域处于北賽普勒斯内。从文化中心的房顶上可以远眺著名的鬼城瓦罗西亚。
农业用地环绕市镇城区。因为土地颜色为红色，所以被称为是“红村”之一。这里普遍种植土豆，但泽里尼亚以其草莓而著称，每两年举办一次草莓节。

## 外部連結
- 官方网站